# Tunnel routier du Saint-Gothard
Pour les articles homonymes, voir Tunnel du Saint-Gothard.
Le tunnel du Saint-Gothard (en allemand : Gotthard-Strassentunnel, en italien : galleria stradale del San Gottardo) est un tunnel routier suisse qui traverse le massif du même nom. Il fait partie de l'autoroute A2, reliant Bâle au nord du pays, à Chiasso à son extrémité sud, dans le canton du Tessin. D'une longueur de 16,9 kilomètres, il est le plus long tunnel routier du pays et le cinquième du monde. Ouvert à la circulation le 5 septembre 1980, il était le plus long routier du monde jusqu'en 2000. La construction d'un second tube, approuvée par votation populaire, permettra la rénovation du tube existant. Il devrait entrer en service fin 2029 et, à partir de 2032 dans le meilleur des cas, les deux tubes seront ouverts à la circulation avec une voie par tube.

## Situation

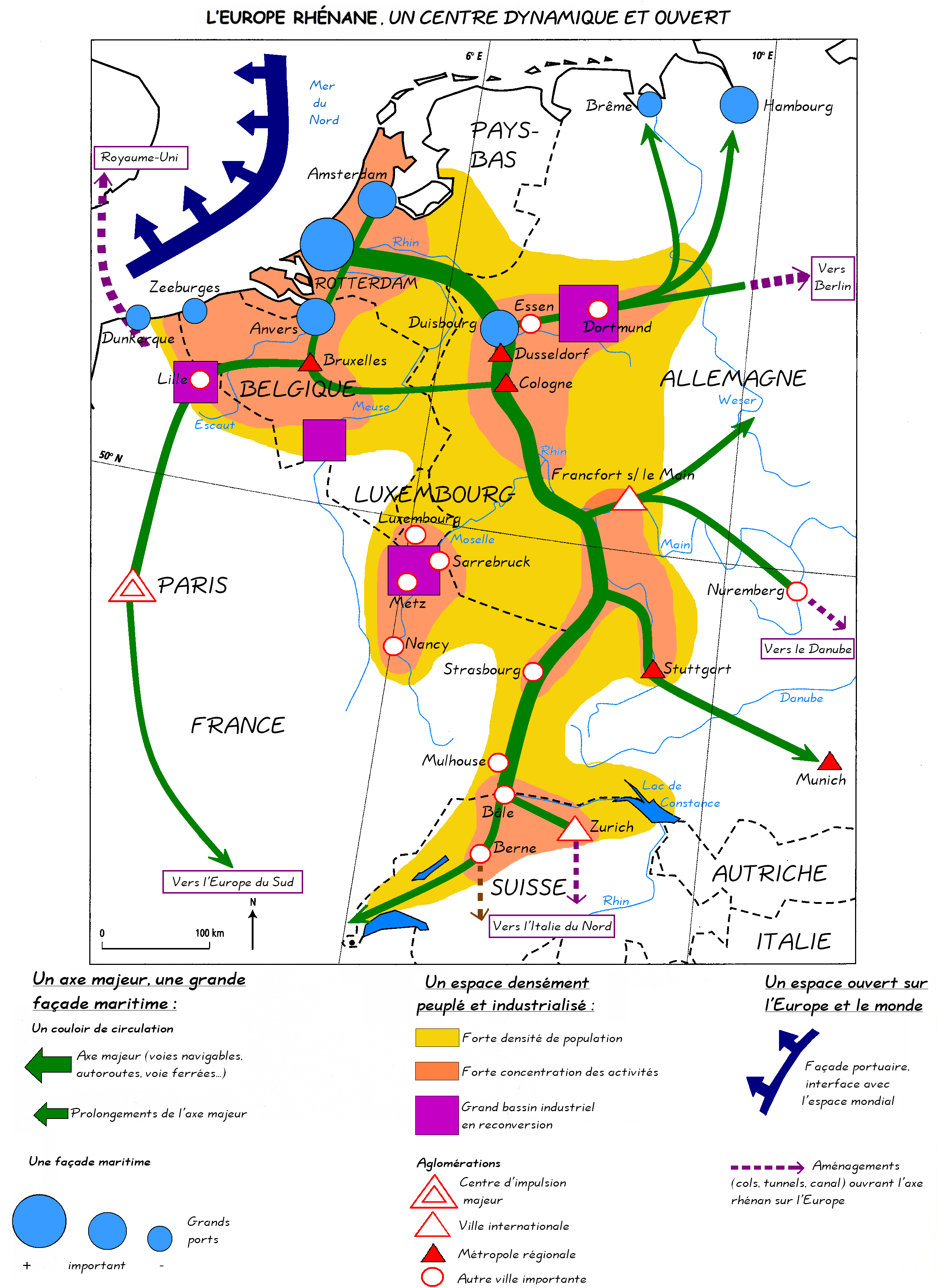
L'Europe rhénane avec les axes vers le St-Gothard et le Lötschberg, liaisons majeures entre le nord de l'Europe et l'Italie.

Parcouru par l'autoroute A2 et la route européenne 35, le tunnel relie Göschenen (jonction 40 de l'A2) dans le canton d'Uri au nord à Airolo (jonction 41) dans le canton du Tessin au sud. Il permet d'éviter le col du Saint-Gothard (H2). Reliant la vallée de la Reuss au nord et la Léventine au sud, le tunnel franchit la ligne de partage des eaux entre le bassin versant du Rhin (mer du Nord) au nord et le bassin du Pô (mer Méditerranée) au sud.
Le tunnel routier du St-Gothard, comme le col par le passé, est situé sur l'axe économique et touristique majeur nord-sud de la mégalopole européenne. Il relie les régions les plus industrialisées d'Europe avec le Benelux, dont le Randstad et l'un des plus grands ports du monde (Rotterdam) et le deuxième port d'Europe (Anvers), l'Europe rhénane ainsi que la métropole économique de Zurich au nord des Alpes, avec l'Italie du Nord, et plus particulièrement les villes industrielles de Milan et de Turin dans la plaine du Pô, ainsi que le port de Gênes.
Avec le col du Brenner et le tunnel du San Bernardino, il est l'un des rares axes autoroutiers transalpins nord-sud et représente la liaison nord-sud la plus courte dans le massif alpin. Le tunnel ferroviaire du Saint-Gothard et son successeur, le tunnel de base du Saint-Gothard, sont ses équivalents ferroviaires.
En Suisse quatre itinéraires absorbent l'essentiel du trafic alpin nord - sud (d’ouest en est) : le Grand-Saint-Bernard (tunnel), le Simplon, le Saint-Gothard (tunnel) et le San Bernardino (tunnel).
Avec ses 16,9 kilomètres, il est le deuxième plus long tunnel routier d'Europe et le cinquième du monde, après les tunnels de Lærdal, de Yamate, de Zhongnanshan, et du Jinpingshan.

## Histoire

### Construction du premier tube
À l'issue de la votation du 6 juillet 1958, le peuple suisse adopte l’article constitutionnel relatif à la construction des routes nationales. Le 21 juin 1960, l’Assemblée fédérale définit le réseau des routes nationales et y inclut la route du col du Gothard, alors appelée N2.
Approuvée le 25 juin 1965 par un vote de l'Assemblée fédérale concernant l’extension du réseau des routes nationales par l’intermédiaire d’un tunnel routier à travers le Gothard, la construction du tunnel démarre cinq ans plus tard, le 5 mai 1970. Après dix ans de travaux et pour un coût de 686 millions de francs, le tunnel est ouvert le 5 septembre 1980, pour répondre au « boom automobile » en Suisse et au développement des échanges entre le nord et le sud de l'Europe[réf. souhaitée].

### Construction du second tube
En 2004, les citoyens rejettent par référendum le contre-projet à l'initiative Avanti qui dérogeait à l'article sur la protection des Alpes en rendant légale la construction d'un deuxième tunnel routier au Gothard.
En 2014, la proposition du Conseil fédéral de construction d'un second tube (sans accroissement de capacité) destiné à la continuation du trafic durant l'assainissement du tunnel est approuvée par l'Assemblée fédérale. L'année suivante, l'association « Non au 2e tube au Gothard » parvient à recueillir 75 000 signatures nécessaires pour l'organisation d'un référendum. Lors de la votation du 28 février 2016, le projet gouvernemental est approuvé par 57 % des votants.
D’une longueur de 16,9 km, le second tube sera implanté à l’est de la galerie de service et d’infrastructures existante. Son tracé est en grande partie parallèle à cette dernière et au premier tube. Le système global du tunnel routier du Saint-Gothard se composera de deux tubes parallèles à chaussée unique, avec une galerie de service et d’infrastructures centrale. Chaque tube comportera une voie de circulation et une bande d'arrêt d'urgence.
Selon le calendrier prévu, les travaux préliminaires et les installations de chantier s'étaleront de 2020 à mi-2022. En 2021 ont débuté les travaux de déplacement de la galerie de service et d’infrastructures, notamment militaires, ainsi que les travaux des galeries d’accès sud et nord. Les travaux du tunnel principal et le début de progression du tunnelier dans les galeries d’accès nord et sud ont débuté en 2022. En 2024 débutera la progression des tunneliers dans le tunnel principal au nord et au sud. La jonction du tunnel principal est prévue pour 2026. Le début d’installation des équipements d’exploitation et de sécurité doit commencer en 2027. Les tests des installations, la mise en service du système global et finalement l'ouverture du second tube du tunnel routier du Saint-Gothard aura lieu en 2029. La réfection du premier tunnel pourra alors débuter et devrait durer trois ans. La mise en service des deux tubes avec une circulation monodirectionnelle sera donc effective à partir de 2032.
D'après le budget actuel établi pour le projet général, le coût de la construction du second tube s'élève à 2,053 milliards de francs (± 15 %, hors TVA), ce qui confirme le montant calculé lors d’études antérieures.

### Accidents et incidents
En 2000, 45 accidents et 528 pannes ont été recensés, en 2002, on a dénombré 10 accidents et 355 pannes. Dix accidents sont survenus dans le tunnel en 2005, quatre en 2006 et huit en 2007. De 2001 à 2012 les accidents onf fait 19 morts, dont 18 dues à des collisions frontales ou latérales entre véhicules circulant en sens opposé. En 2001, le plus grave accident jamais survenu (11 morts) dans le tunnel avait lui-même été causé par une collision entre véhicules circulant en sens opposé.

#### Accident du 24 octobre 2001
Le 24 octobre 2001, à 9 h 30, un camion immatriculé en Belgique, conduit par un chauffeur turc sous l'emprise de l'alcool, dévie de sa trajectoire et entre en collision avec un camion italien roulant en sens inverse. Les deux camions prennent feu, ainsi que quelques voitures à proximité, engendrant un incendie sur une longueur de 300 m. L'incendie provoque l'effondrement d'une partie de la voûte du tunnel sous l’effet de la chaleur. Onze personnes sont tuées dans l'incendie qui suit la collision, la plupart intoxiquées par la fumée. En conséquence, le tunnel reste fermé pendant deux mois. Le manque à gagner est évalué à 33 millions de francs pour l'économie tessinoise. Le coût des réparations s'élève à 14 millions de francs.
Après la réouverture du tunnel, les camions empruntent le tunnel en trafic alterné et en respectant une distance de sécurité. Des aires d'attente pour eux ont été aménagées de chaque côté du tunnel. Plus tard, cette méthode de régulation du trafic est remplacée par un système de « compte-gouttes », toujours en vigueur aujourd’hui.
Cet accident, qui survient deux ans après l'incendie du tunnel du Mont-Blanc, accentue la volonté des autorités de moderniser et d'augmenter les systèmes de sécurité des longs tunnels routiers du pays.

#### Fermeture de septembre 2023
Le 10 septembre 2023, le tunnel est rapidement fermé à la circulation après la découverte d'une fissure de 25 mètres de longueur dans la paroi et la chute de morceaux de béton, à environ 700 mètres du portail nord. Des travaux — démolition et remplacement du faux-plafond sur 25 mètres de section du tube — sont menés en urgence. Le tunnel rouvre le 15 septembre. La fissure est provoquée par changements de pression des roches à l'intérieur de la montagne.

## Galerie

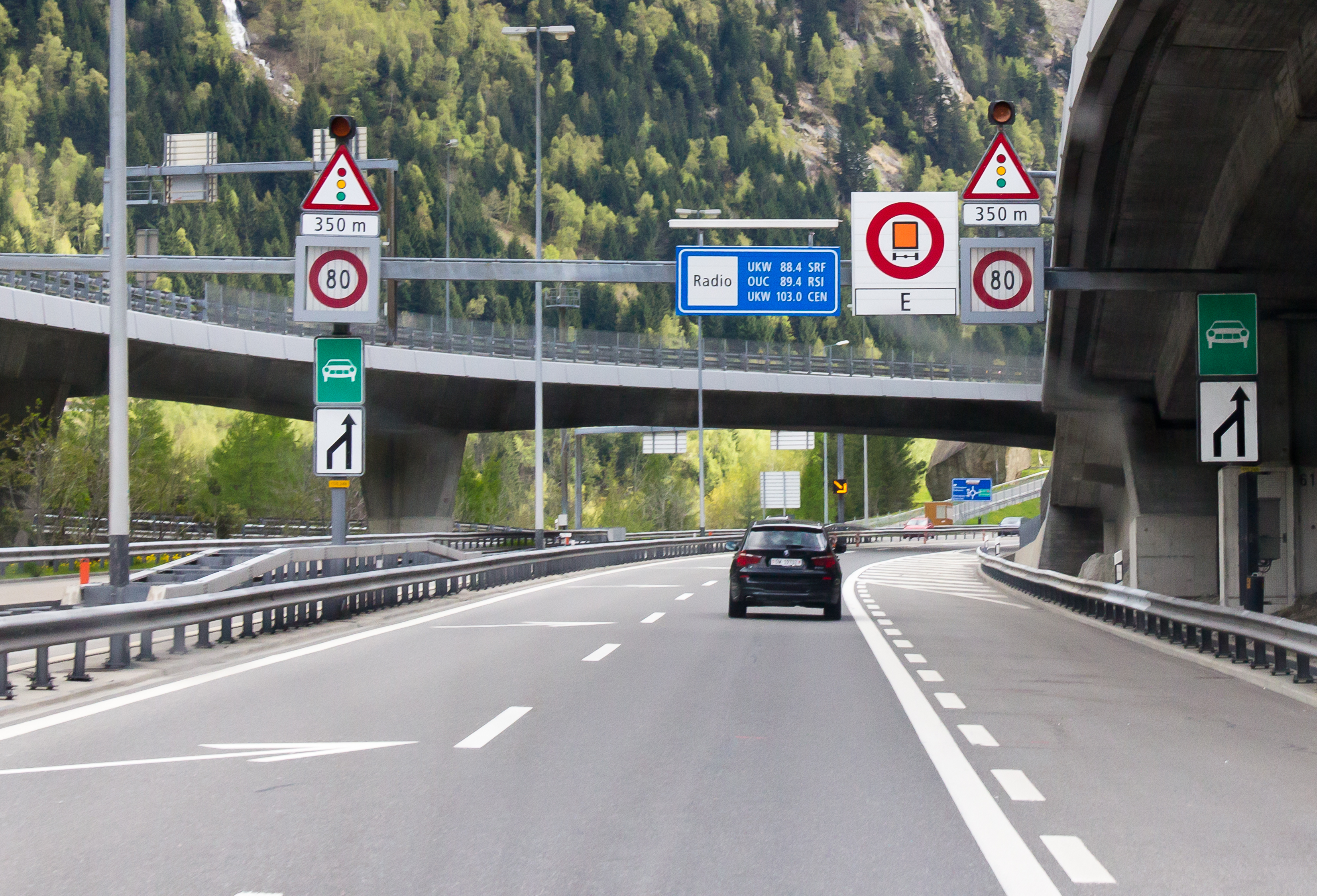
L'autoroute A2 devient une semi-autoroute peu avant l'entrée nord.
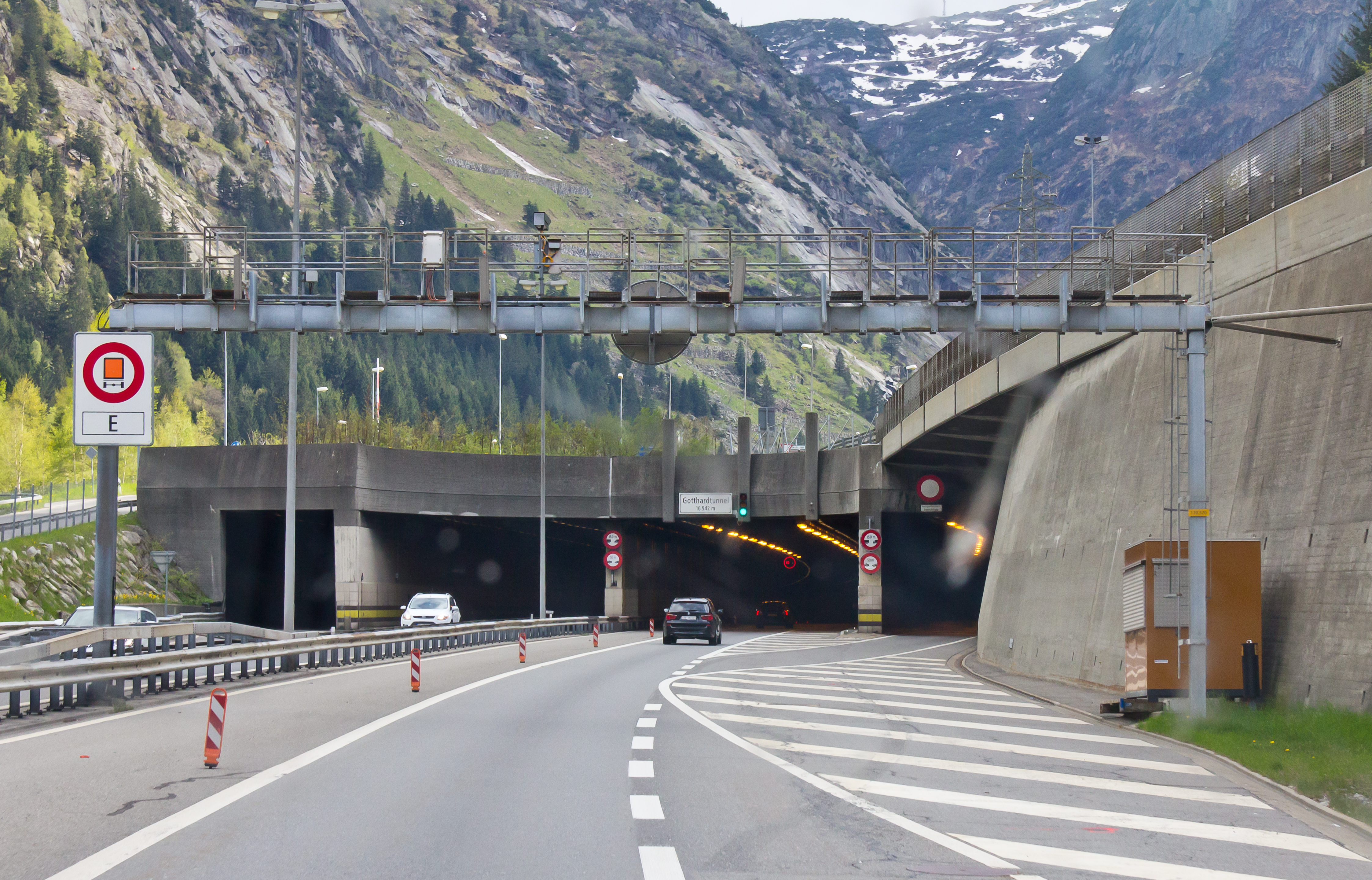
Entrée nord du tunnel, Göschenen, Uri.
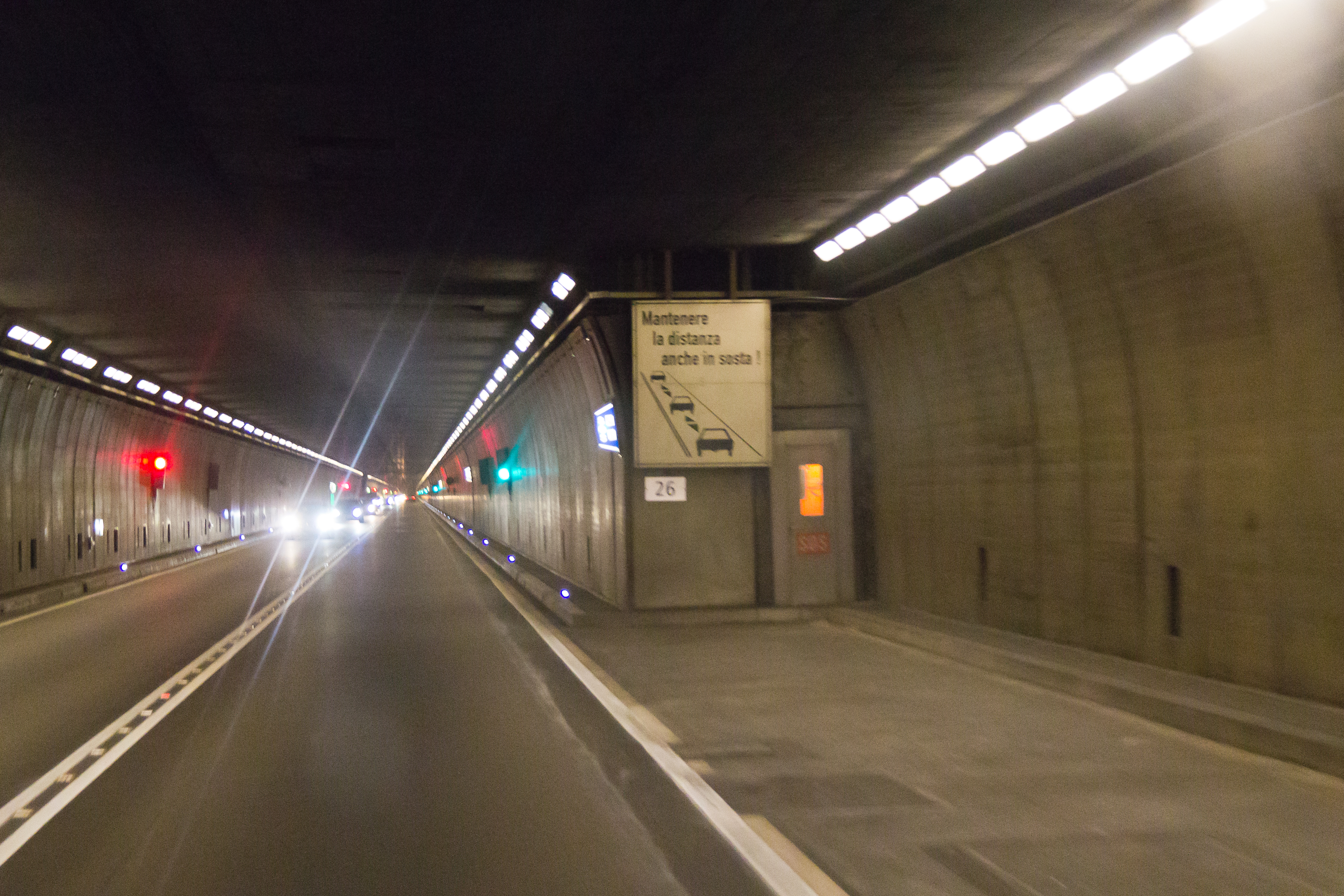
Dans le tunnel.
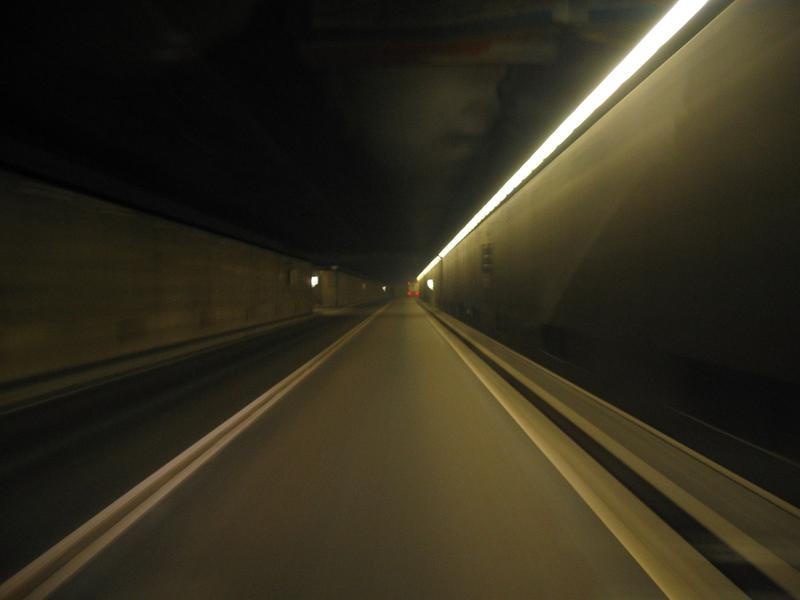
Le tunnel avant la rénovation en 2004.
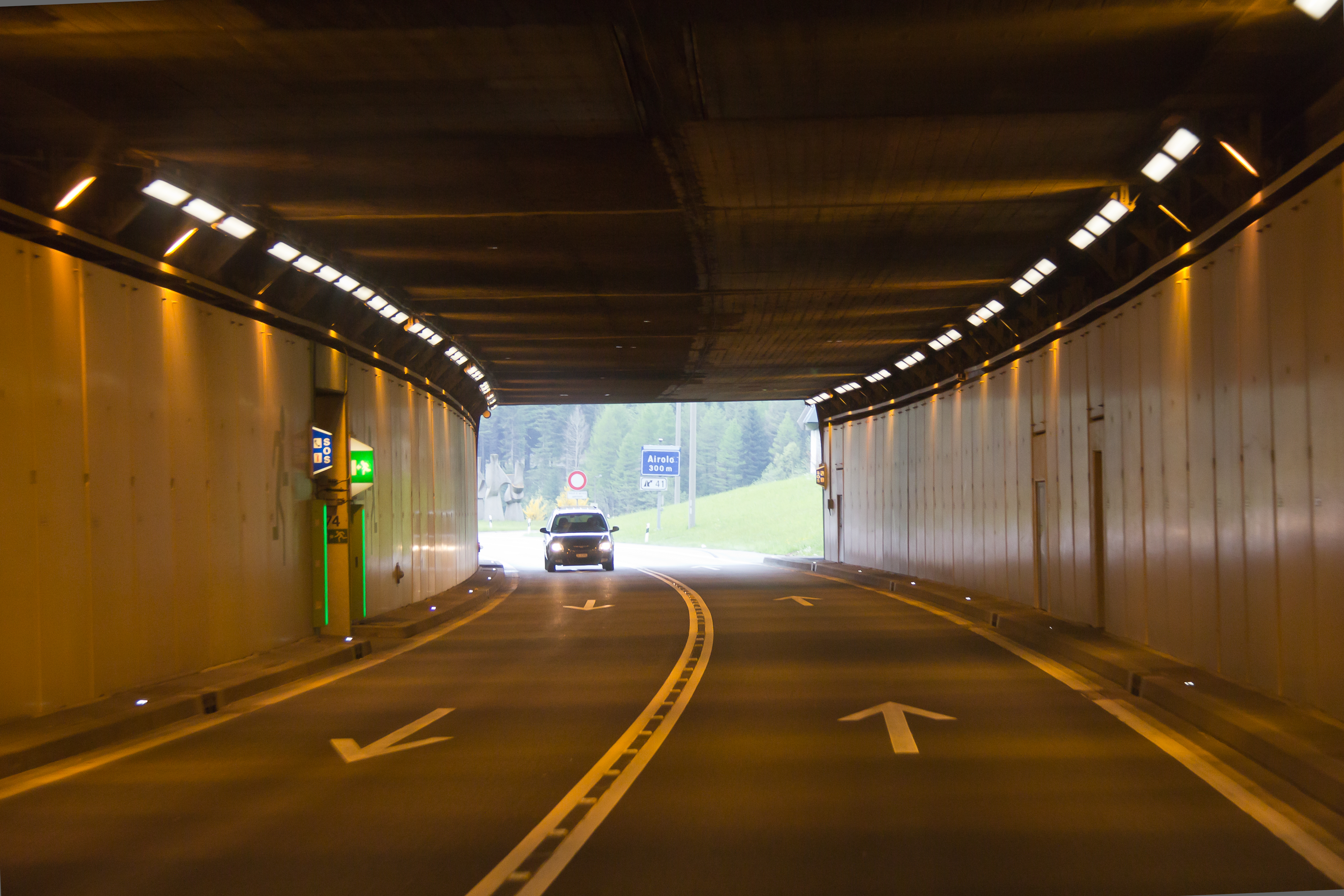
Le tunnel au niveau de l'entrée sud.
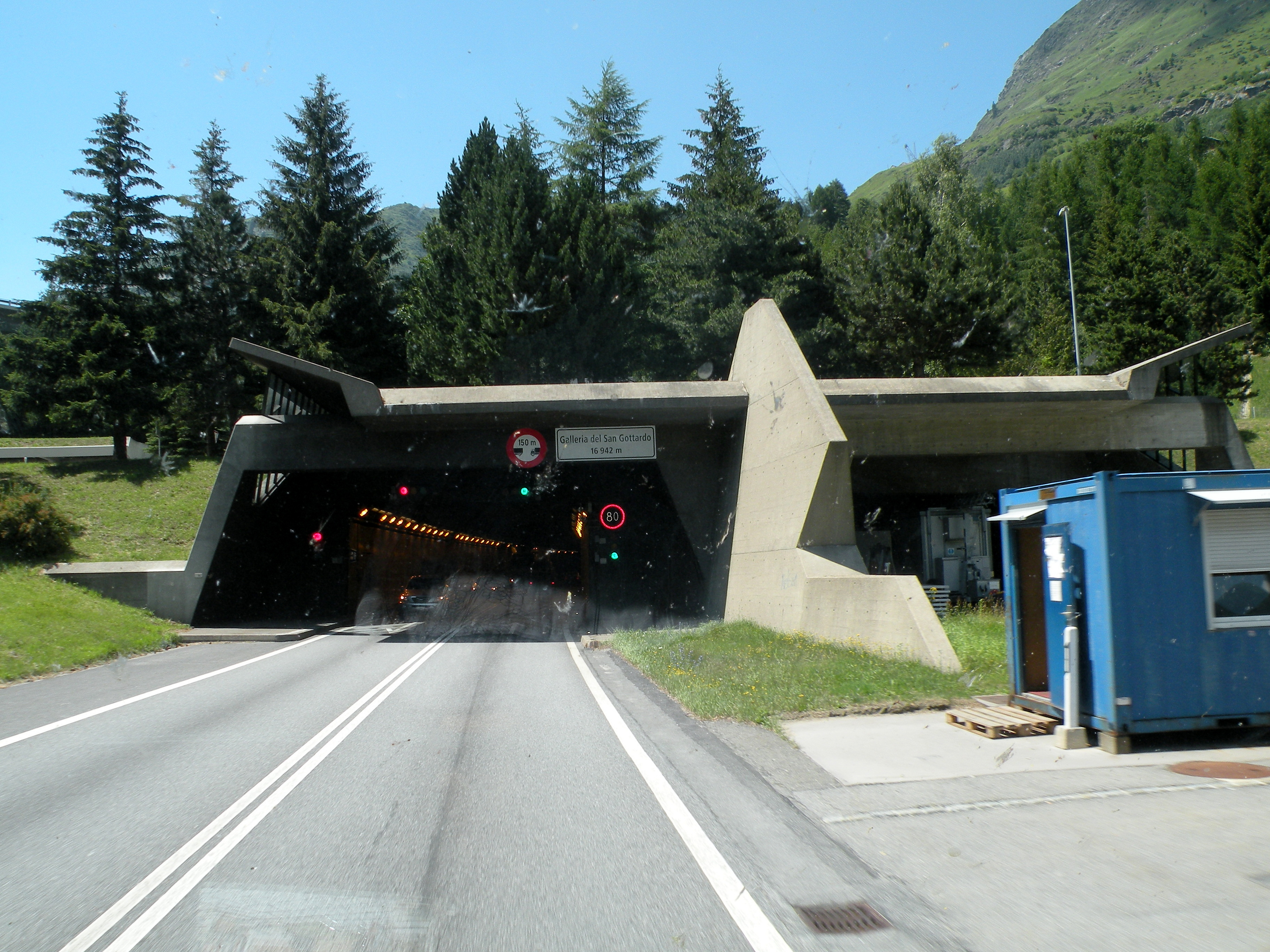
Entrée sud du tunnel, Airolo, Tessin.
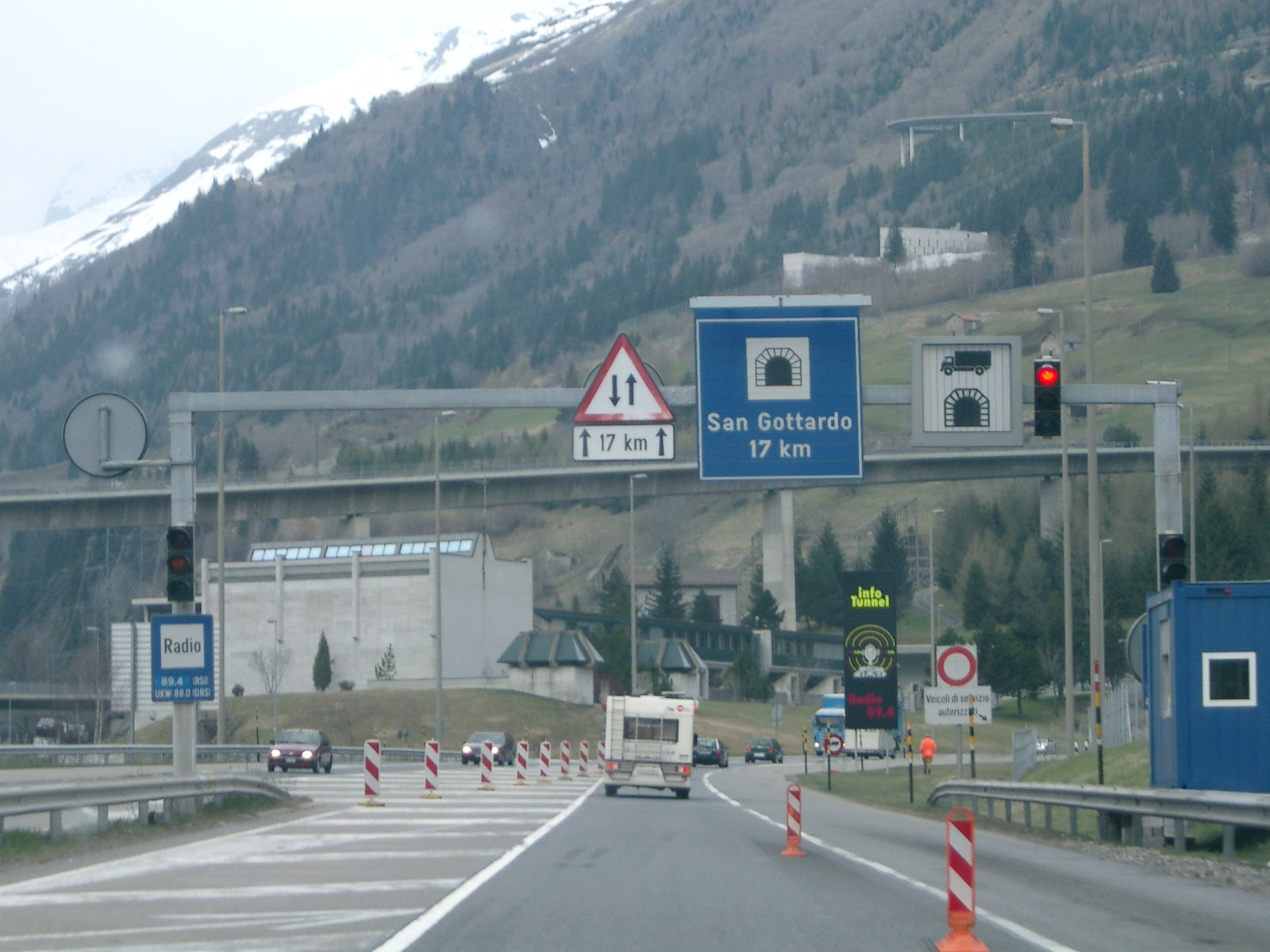
L'A2 peu avant l'entrée sud.

## Caractéristiques
Le tunnel du Saint-Gothard est un tunnel monotube à circulation bidirectionnelle avec galerie de sécurité. Au total il mesure 16 918 mètres de long, sa section est comprise entre 75 et 130 m2 au portail nord et entre 89,5 et 110 m2 au portail sud. Son creusement a nécessité l'excavation de 1 438 030 m3 de roche magmatique. Il a été creusé par avancement par minage.

### Conditions routières
Dans la configuration actuelle du tunnel, le trafic emprunte le tube unique en 2 × 1 voies. La vitesse y est limitée à 80 km/h et désormais une distance de 50 mètres entre chaque véhicule est exigée, 150 mètres pour les camions. Cet axe routier connaît un trafic important ce qui engendre des embouteillages lors des jours fériés et des vacances.
Depuis son ouverture, plus de 160 millions de véhicules l’ont emprunté.

### Sécurité
Des équipements techniques permettent de réguler le trafic selon les besoins et permettent aux services de secours d’intervenir immédiatement. Les radios SRF 1, RSI Rete Uno et Radio Central peuvent être captées dans le tunnel sur les fréquences indiquées. L’info trafic est diffusée par le biais de la radio. En cas d’urgence, la police peut interrompre les programmes pour diffuser, depuis la centrale de commande, des avis importants aux usagers.
Le tunnel est en permanence surveillé par une centrale de commande, notamment par un réseau dense de caméra. Des niches de protection qui permettent le stationnement des véhicules sont aménagées tous les 1,5 kmdu côté est (circulation vers le nord) et tous les 750 m du côté ouest (circulation vers le sud). Les bornes SOS sont équipées d’extincteurs : le fait de décrocher un extincteur de son support déclenche une alarme. Tous les 250 m, le tunnel est équipé d’abris ventilés indépendamment les uns des autres. Ils relient le tunnel principal à la galerie de sûreté. L’évacuation des abris se fait via la galerie de sûreté ou la galerie principale selon la situation.
Deux portails thermiques permettent de détecter les véhicules qui surchauffent afin de les arrêter avant qu’ils n’entrent dans le tunnel.

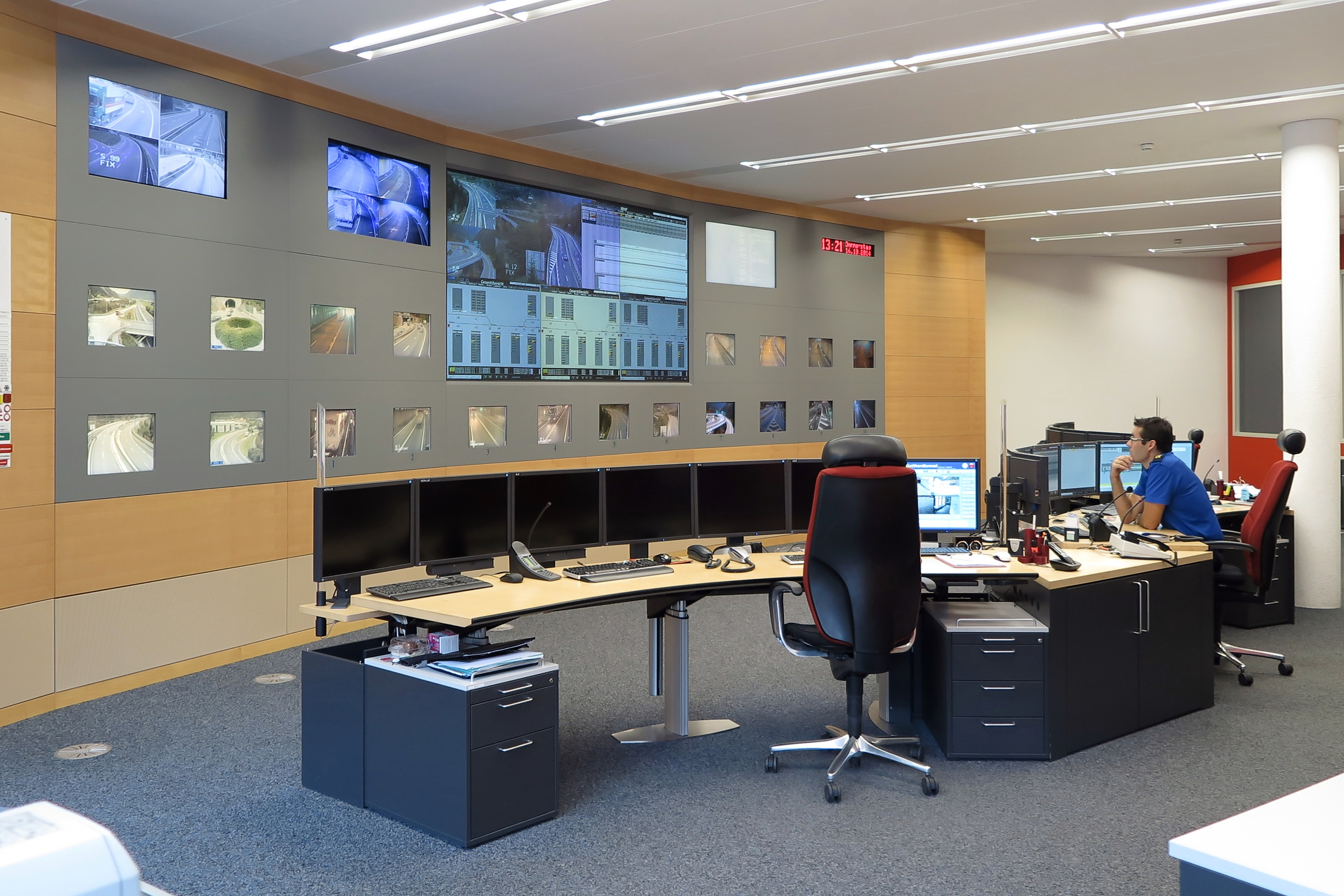
La centrale de commande du tunnel.
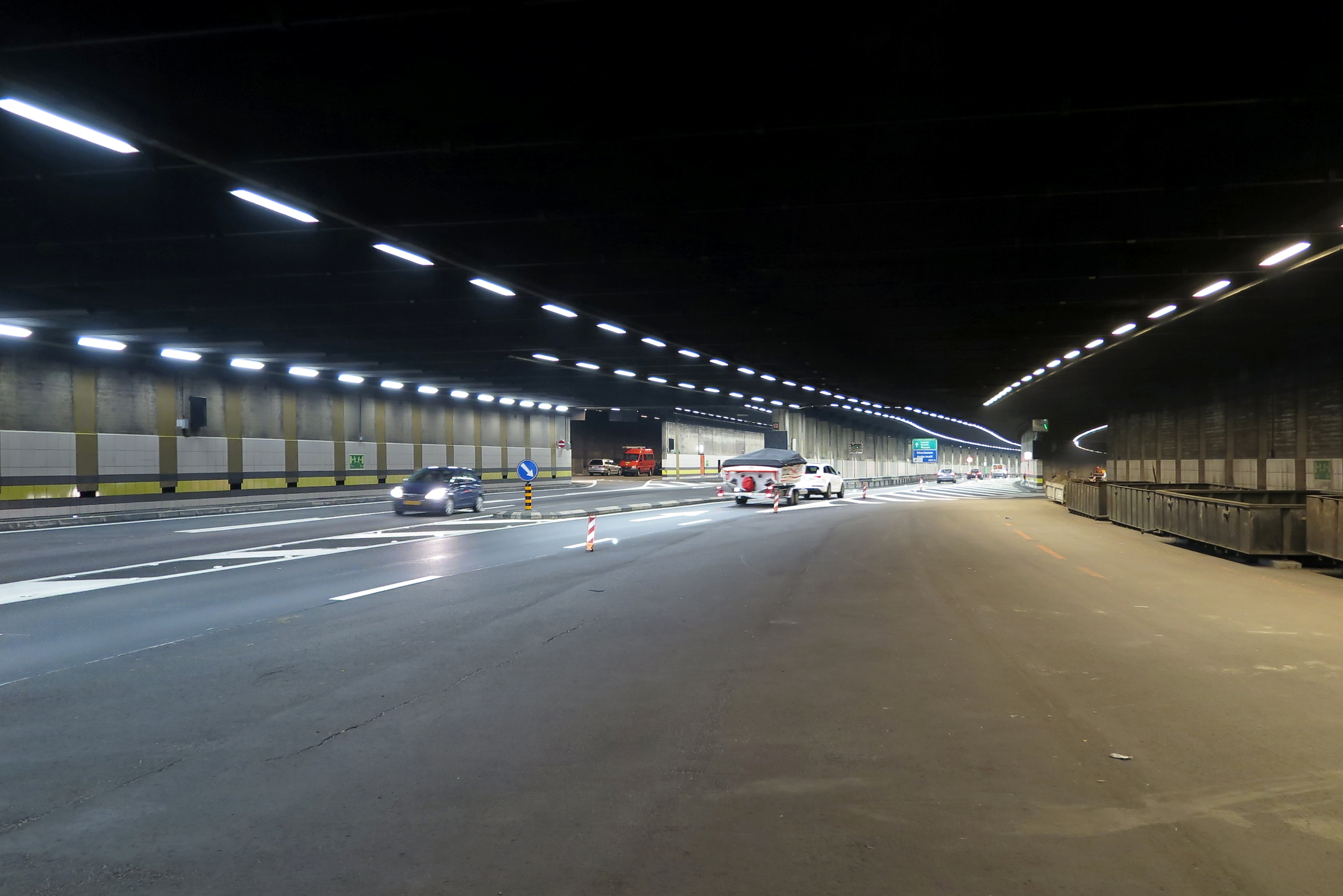
Zone de sortie sous le dépôt de maintenance et la base des services de sécurité.
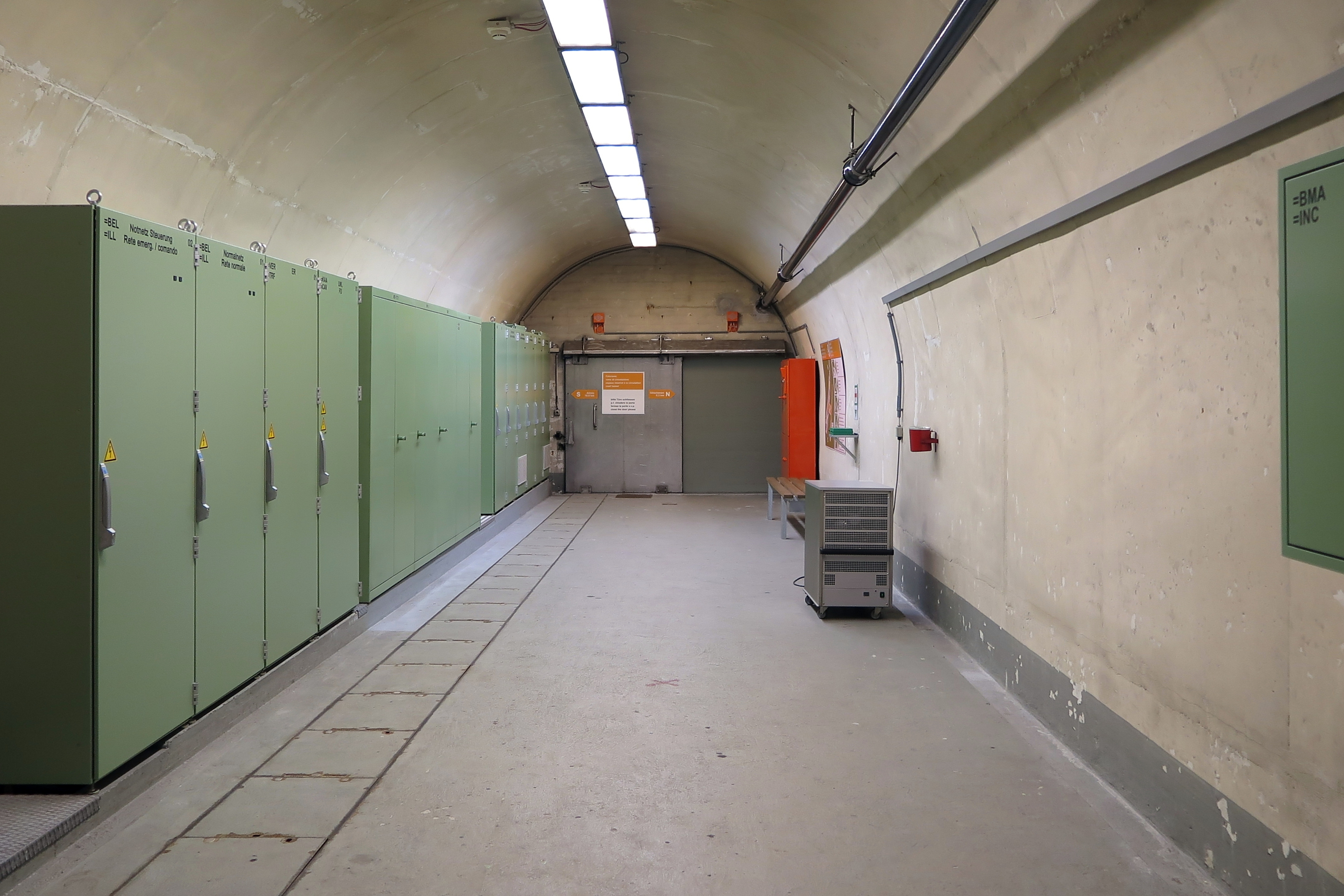
Abris ventilé pour 50 personnes.
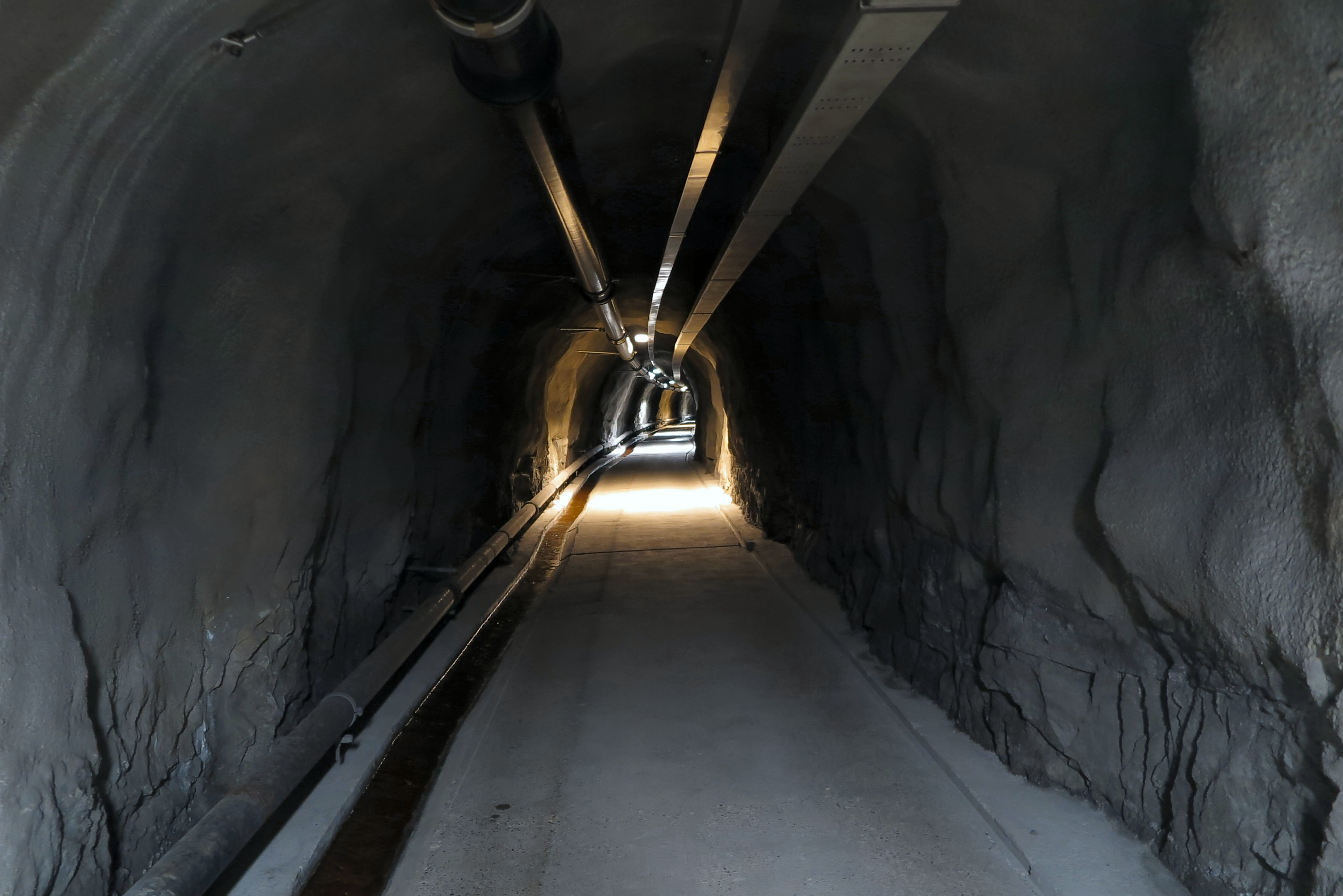
La galerie de sûreté.
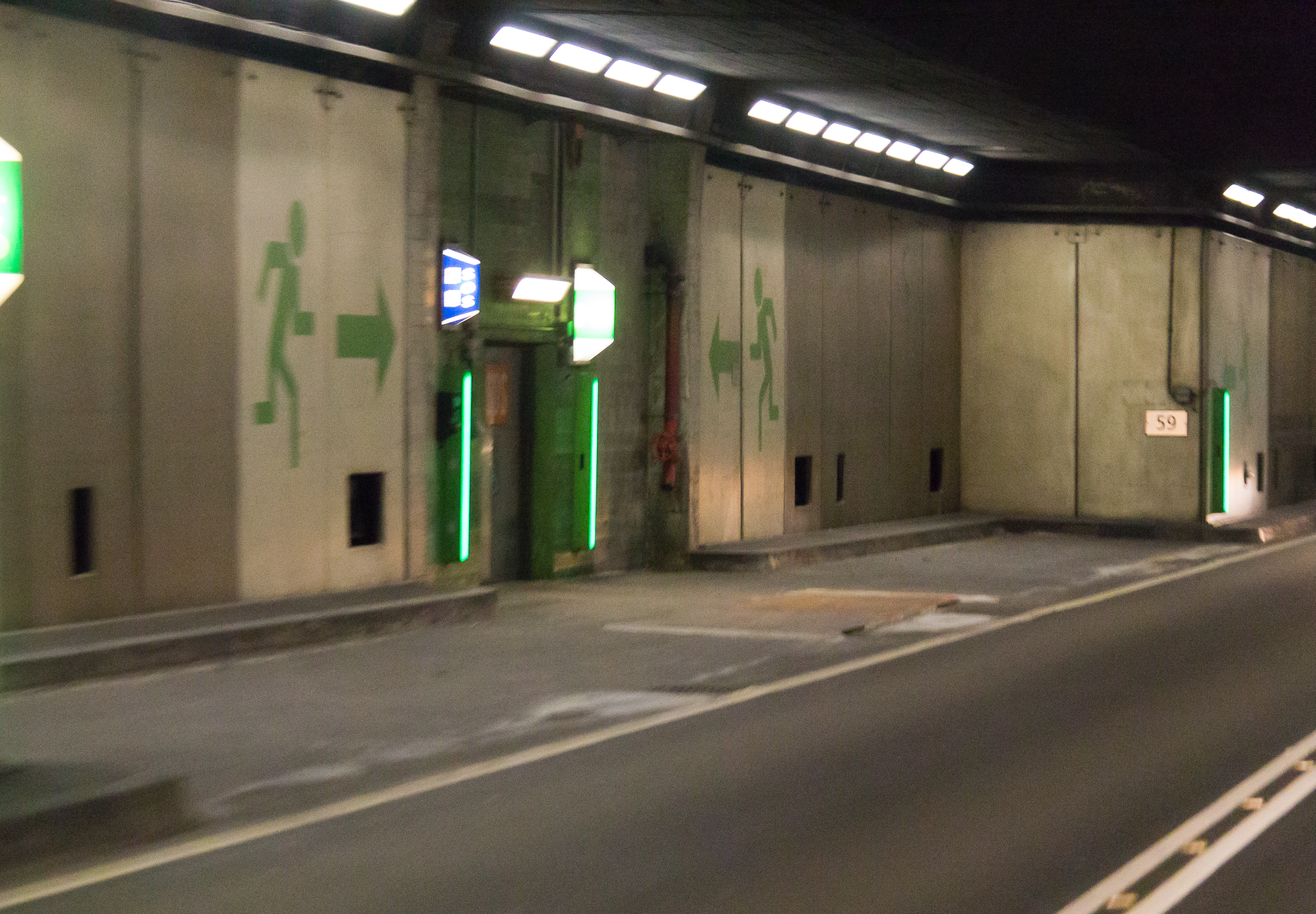
Niche de protection et accès à un abri ventilé.

#### Centre d'intervention de Saint-Gothard

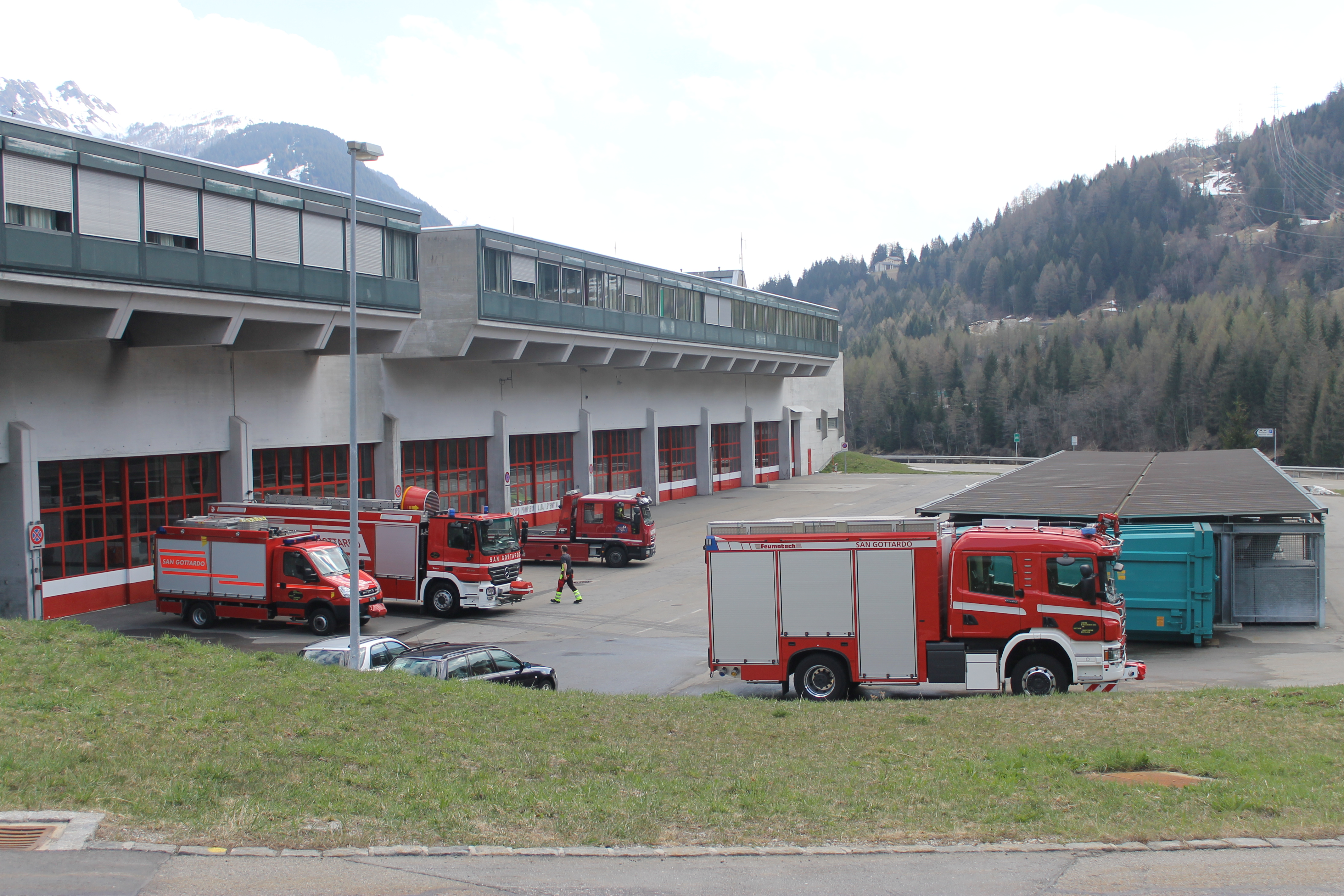
Base d'Airolo du Centre d'intervention de Saint-Gothard.

Le Centre d’intervention de Saint-Gothard (Centro d'intervento del San Gottardo, Schadenwehr Gotthard), un corps de sapeurs-pompiers professionnels, est rattaché à la Base logistique de l’armée (de) (BLA) et accomplit ses tâches pour le compte de l’Office fédéral des routes (OFROU).
Il dispose de deux bases de part et d'autre du tunnel à Göschenen (Werkhof) et Airolo et opère dans le tunnel et à ses abords. Il est notamment équipé de deux véhicules d’extinction universels dotés d'une caméra thermique type Flir et d'un système de retournement dans les tunnels, de deux véhicules de première intervention (technique) de deux camions-citerne grande capacité, de deux camions de dépannage, de deux véhicules de protection respiratoire, d'un véhicule de lutte contre les pollutions et les évènements chimiques (Airolo) et de petits véhicules polyvalents destinés principalement au tunnel de sécurité. Ses membres parlant des langues différentes (suisse allemand au nord et italien au sud), les directives sont bilingues, les formations sont organisées en commun et les cadres changent régulièrement de lieu de travail (nord ou sud).
Ce service effectue en moyenne annuelle 300 dépannages, 40 interventions sur des accidents de la circulation, 20 missions d'extinction et 20 interventions sur des pollutions par les hydrocarbures.

## Trafic
Des quatre principaux itinéraires absorbant le trafic alpin en Suisse (Grand-Saint-Bernard avec tunnel, Simplon, Saint-Gothard avec tunnel et San Bernardino avec tunnel), le Gothard est le premier axe nord-sud du pays. Le trafic journalier moyen du tunnel routier du Gothard est de 16 835 véhicules et environ 60 % des véhicules qui franchissent les Alpes suisses empruntent le tunnel.
En 1981, près de 3 millions de véhicules ont franchi le tunnel. En 1990 ils étaient plus de 5,5 millions, en 2000, année record, environ 6,8 millions, et en 2011, 6,3 millions de véhicules l’ont emprunté.